# تشاونسي ستيل جونيور
تشاونسي ستيل جونيور (بالإنجليزية: Chauncey Steele, Jr.)‏ هو لاعب كرة مضرب أمريكي، ولد في 26 أكتوبر 1914 في نيو روتشيل في الولايات المتحدة، وتوفي في 14 مايو 1988 في تشيستنت هل في الولايات المتحدة.